# Rómulo Germán Carvalho
Rómulo Germán Carvalho (Antioquia, siglo XX - Bogotá, 1 de septiembre de 1969) fue un líder estudiantil y guerrillero colombiano. Fue miembro del Ejército de Liberación Nacional (ELN).

## Biografía
De origen antioqueño, estudiante de cuarto año de Ingeniería Eléctrica y dirigente estudiantil de la Universidad Nacional. Era el primer responsable del trabajo urbano del Ejército de Liberación Nacional en Bogotá, era conocido como Raúl.
Poco después de aceptar la misión de recibir a uno de los sacerdotes españoles que venían a incorporarse a la guerrilla.

## Muerte
Asesinado el 1 de septiembre de 1969, en Bogotá cuando fue capturado por agentes secretos que lo torturaron y asesinaron. La versión oficial afirmó que se resistió a ser arrestado en la Carrera 10 con calle 22 al bajarse de un bus y que cuando huyó la Policía Nacional le aplicó la ley de fuga. Su cuerpo fue entregado a las enfermeras del Hospital San Juan de Dios con un tiro en la cabeza. 
A su sepelio asistieron miles de estudiantes que marcharon por la avenida 26 hasta el Cementerio Central. La oración fúnebre estuvo a cargo de Luis Correa, sacerdote vinculado al grupo Golconda. Su féretro fue cubierto con una bandera roja y negra del ELN.
Fue el primer caso de una ejecución extrajudicial a un estudiante de la Universidad Nacional.

## Homenajes
Las Residencias estudiantiles Rómulo Germán Carvalho de la Universidad Nacional de Colombia sede Manizales.